# Liebesvögel
À ne pas confondre avec les films Komm, süßer Tod (2000) ou The Lovebirds (2020).
Pour plus de détails, voir Fiche technique et Distribution.
Liebesvögel, également connu sous le titre Komm, süßer Tod, est un film dramatico-érotique italo-ouest-allemand réalisé par Mario Caiano et sorti en 1969.
Le film met en scène Claudine Auger ainsi que O.W. Fischer dans son tout dernier rôle.

## Fiche technique
Sauf indication contraire, les informations mentionnées dans cette section peuvent être confirmées par la base de données cinématographiques IMDb,  présente dans la section « Liens externes ».
- Titre original allemand : Liebesvögel[1] ou Komm, süßer Tod ou Das Spinnennetz
- Titre italien : Love Birds: Una strana voglia d'amore ou Vieni dolce morte
- Réalisateur : Mario Caiano
- Scénario : Mario Caiano, Pier Giovanni Anchisi (it)
- Photographie : Erico Menczer (it)
- Musique : Bruno Nicolai
- Sociétés de production : Central Cinema Company Film, Com. P. Ass.
- Pays de production :  Allemagne de l'Ouest,  Italie
- Langue de tournage : italien, allemand
- Format : Couleurs - 2,35:1 - Son mono - 35 mm
- Durée : 
  - Italie : 93 minutes
  - Allemagne de l'Ouest : 82 minutes
- Genre : Mélodrame érotique
- Dates de sortie :
  - Italie : octobre 1969
  - Allemagne de l'Ouest : 7 novembre 1969

## Distribution
- Claudine Auger : Marina
- Tony Kendall : Nino
- Otto Wilhelm Fischer : Le comte
- Christine Kaufmann : La comtesse
- Giancarlo Sbragia : Guido
- Lydia Alfonsi : Conny
- Wolf Fischer : Le majordome
- Bruno Boschetti
- Mirella Pamphili